# Бад Рапенау
Бад Рапенау (њем. Bad Rappenau) град је у њемачкој савезној држави Баден-Виртемберг. Једно је од 46 општинских средишта округа Хајлброн. Према процјени из 2010. у граду је живјело 20.675 становника. Посједује регионалну шифру (AGS) 8125006.

## Географски и демографски подаци
Бад Рапенау се налази у савезној држави Баден-Виртемберг у округу Хајлброн. Град се налази на надморској висини од 235 метара. Површина општине износи 73,6 km². У самом граду је, према процјени из 2010. године, живјело 20.675 становника. Просјечна густина становништва износи 281 становника/km².

## Међународна сарадња
| Мјесто       | Држава               | Врста сарадње | Од    |
| ------------ | -------------------- | ------------- | ----- |
| Контрексевил | Француска            | партнерство   | 1982. |
| Ландриндод   | Уједињено Краљевство | партнерство   | 2001. |
| Извор        |                      |               |       |